# إلكتروبوت
إلكتروبوت («قارب كهربائي» باللغة الألمانية ) هي غواصة مصممة لتعمل مغمورة بالكامل، بدلاً من غواصات يمكن أن تغمر كوسيلة مؤقتة للهروب من عملية اكتشافها أو لشن هجوم.

## التاريخ
حتى قبل الحرب العالمية الثانية، كان مصمم الصواريخ هيلموت والتر يدعو إلى استخدام بيروكسيد الهيدروجين (المعروف باسم بيريدرول ) كوقود. كانت محركاته مشهورة لاستخدامها في الصواريخ — ولا سيما صواريخ Me 163 Komet — لكن معظم جهوده المبكرة ركزت على أنظمة دفع الغواصات.